# Frank Sundström
August Francis (Frank) Sundström, född 16 januari 1912 i Adolf Fredriks församling i Stockholm, död 1 november 1993 i Hedvig Eleonora församling i Stockholm, var en svensk skådespelare och teaterchef.

## Biografi
Sundström studerade vid Dramatens elevskola 1931–1934. Han var engagerad utomlands 1945–1954 och arbetade i USA, Paris och London. När han återkom till Sverige blev han ledare för Nya Teatern i Stockholm under två år. Han var chef för Helsingborgs stadsteater 1959–1961 och Uppsala stadsteater 1961–1964. Han var chef för Stockholms stadsteater 1965–1969 efter Lars-Levi Læstadius. Han var engagerad vid Dramaten 1969–1987.
Han var gift fem gånger, 1937–1947 med skådespelaren Märta Ekström, 1947–1956 med skådespelaren Jacqueline Lankershim (1922–), 1956–1966 med skådespelaren Marianne Aminoff, 1966–1973 med skådespelaren Axelle Axell och från 1973 med Birgitta Enhörning (1937–2013), som var handläggare vid Riksantikvarieämbetet. 
Sundström är begravd på Norra begravningsplatsen utanför Stockholm.

## Filmografi (urval)
- 1933 – Hälsingar
- 1934 – Unga hjärtan
- 1935 – Kanske en gentleman
- 1936 – Bombi Bitt och jag
- 1936 – 33.333
- 1940 – Än en gång Gösta Ekman
- 1941 – Hem från Babylon
- 1942 – Farliga vägar
- 1942 – General von Döbeln
- 1943 – Katrina
- 1944 – Kungajakt
- 1955 – Sista ringen
- 1957 – Värmlänningarna
- 1959 – Med mord i bagaget
- 1962 – Halsduken (TV-serie)
- 1964 – Älskande par
- 1964 – 491
- 1965 – För vänskaps skull
- 1968 – Flickorna
- 1973 – Kvartetten som sprängdes (TV-serie)
- 1973 – Smutsiga fingrar
- 1976 – Engeln (TV-serie)
- 1977 – Tabu
- 1977 – Soldat med brutet gevär (TV-serie)
- 1978 – Kvinnoborgen
- 1979 – Selambs (TV-serie)
- 1982 – Skulden (TV-serie)
- 1985 – Smugglarkungen
- 1985 – August Strindberg: Ett liv (TV-serie)

## Teater

### Roller (ej komplett)
| År   | Roll                            | Produktion                                                      | Regi                | Teater                     |
| ---- | ------------------------------- | --------------------------------------------------------------- | ------------------- | -------------------------- |
| 1932 | Ivan Lasarjevitj Rastakovskij   | Revisorn Nikolaj Gogol                                          | Alf Sjöberg         | Dramaten                   |
| 1933 | Maurice                         | Fröken Jacques Deval                                            | Olof Molander       | Dramaten                   |
| 1933 | Scholaris II                    | Mäster Olof August Strindberg                                   | Olof Molander       | Dramaten                   |
| 1933 | Augustus Snodgrass              | Pickwick-klubben František Langer efter Charles Dickens         | Olof Molander       | Dramaten                   |
| 1934 | En deputerad                    | De hundra dagarna Benito Mussolini och Giovacchino Forzano      | Rune Carlsten       | Dramaten                   |
| 1935 | Frans Åvik Första fiolen        | Kvartetten som sprängdes Birger Sjöberg                         | Rune Carlsten       | Dramaten                   |
| 1935 | Richard                         | Ljuva ungdomstid Eugene O'Neill                                 | Rune Carlsten       | Dramaten                   |
| 1935 | Vicomte de Saint-Gobain         | Den gröna fracken Gaston Arman de Caillavet                     | Rune Carlsten       | Dramaten                   |
| 1936 | Bällin                          | Hittebarnet August Blanche                                      | Rune Carlsten       | Dramaten                   |
| 1936 | Robert                          | Huset vid landsvägen Jean Jacques Bernard                       | Alf Sjöberg         | Dramaten                   |
| 1936 | Antoine                         | Kokosnöten Marcel Achard                                        | Rune Carlsten       | Dramaten                   |
| 1936 | Hasse                           | Fridas visor Birger Sjöberg                                     | Rune Carlsten       | Dramaten                   |
| 1937 | Greve Ossian Liewenskiöld       | Skönhet Sigfrid Siwertz                                         | Alf Sjöberg         | Dramaten                   |
| 1937 | Göran                           | Eva gör sin barnplikt Kjeld Abell                               | Rune Carlsten       | Dramaten                   |
| 1937 | Sascha Erdmann Stavanger        | Vår ära och vår makt Nordahl Grieg                              | Alf Sjöberg         | Dramaten                   |
| 1937 | Simon Bliss                     | Höfeber Noël Coward                                             | Alf Sjöberg         | Dramaten                   |
| 1937 | Martin                          | En sån dag! Dodie Smith                                         | Rune Carlsten       | Dramaten                   |
| 1937 | Misogue                         | Khaki Paul Raynal                                               | Alf Sjöberg         | Dramaten                   |
| 1938 | Bad Boy                         | Spel på havet Sigfrid Siwertz                                   | Alf Sjöberg         | Dramaten                   |
| 1938 | Douglas Hall                    | Älskling, jag ger mig… Mark Reed                                | Olof Molander       | Dramaten                   |
| 1938 | Jojo                            | Sex trappor upp Alfred Gehri                                    | Pauline Brunius     | Dramaten                   |
| 1939 | Mr Cherry                       | Mitt i Europa Robert E. Sherwood                                | Rune Carlsten       | Dramaten                   |
| 1939 | Louis, snickare                 | Nederlaget Nordahl Grieg                                        | Svend Gade          | Dramaten                   |
| 1939 | Hugh Randolph Nicholas Randolph | Guldbröllop Dodie Smith                                         | Carlo Keil-Möller   | Dramaten                   |
| 1940 | Don Pedro, prins av Aragonien   | Mycket väsen för ingenting William Shakespeare                  | Alf Sjöberg         | Dramaten                   |
| 1940 | Sånglärare Agaht                | Medelålders herre Sigfrid Siwertz                               | Rune Carlsten       | Dramaten                   |
| 1940 | Tony Kirby                      | Koppla av Moss Hart                                             | Carlo Keil-Möller   | Dramaten                   |
| 1940 | Jakob, apotekarlärling          | Den lilla hovkonserten Toni Impekoven och Paul Verhoeven        | Rune Carlsten       | Dramaten                   |
| 1942 | Fänriken                        | Beredskap Gunnar Ahlström                                       | Alf Sjöberg         | Dramaten                   |
| 1942 | Jerry Seymore, en ung engelsman | Claudia Rose Franken                                            | Carlo Keil-Möller   | Dramaten                   |
| 1942 | Bo Swedenhielm                  | Swedenhielms Hjalmar Bergman                                    | Carlo Keil-Möller   | Dramaten                   |
| 1944 | Meyer                           | Innanför murarna Henri Nathansen                                | Carlo Keil-Möller   | Dramaten                   |
| 1945 | Robert de Mauny                 | The Assassin Irwin Shaw                                         | Martin Gabel        | National Theatre, New York |
| 1950 | Prof. Charles Jensen            | Hilda Crane Samson Raphaelson                                   | Hume Cronyn         | Coronet Theatre, New York  |
| 1951 | Greven                          | Så tuktas kärleken (La repetition ou l'amour puni) Jean Anouilh | Per-Axel Branner    | Nya Teatern                |
| 1952 | Gaston Lachalle                 | Gigi Anita Loos                                                 | Per-Axel Branner    | Nya Teatern                |
| 1953 | George Henderson                | Hustruleken Louis Verneuil                                      | Gösta Cederlund     | Vasateatern                |
| 1953 |                                 | Min fru går igen Noël Coward                                    | Per-Axel Branner    | Lisebergsteatern           |
| 1954 | Tony Wendice                    | Slå nollan till polisen Frederick Knott                         | Frank Sundström     | Riksteatern                |
| 1954 | George Henderson                | Hustruleken Louis Verneuil                                      | Gösta Cederlund     | Lisebergsteatern           |
| 1955 | Simon Stimson                   | Vår lilla stad (Our Town) Thornton Wilder                       | Per-Axel Branner    | Nya Teatern                |
| 1955 | Henrik IV                       | Henrik IV (Enrico IV) Luigi Pirandello                          | Per-Axel Branner    | Nya Teatern                |
| 1955 | Edward Churt                    | Min fru på drift (This Was a Man) Noël Coward                   | Frank Sundström     | Nya Teatern                |
| 1955 | Bill Starbuck                   | Regnmakaren (The Rainmaker) N. Richard Nash                     | Frank Sundström     | Nya Teatern                |
| 1956 |                                 | Tredje personen Louis Verneuil                                  | Mimi Pollak         | Malmö stadsteater          |
| 1956 | Otto Frank                      | Anne Franks dagbok Frances Goodrich och Albert Hackett          | Sandro Malmquist    | Riksteatern                |
| 1957 | Denny                           | Janus Carolyn Green                                             | Nanny Westerlund    | Lilla Teatern              |
| 1957 |                                 | Anne Franks dagbok Frances Goodrich och Albert Hackett          | Lars-Levi Læstadius | Malmö stadsteater          |
| 1957 | Philinte                        | Misantropen Molière                                             | Ingmar Bergman      | Malmö stadsteater          |
| 1958 |                                 | Herr Mississippis äktenskap Friedrich Dürrenmatt                | Lars-Levi Læstadius | Malmö stadsteater          |
| 1958 | Charles Condomine               | Min fru går igen (Blithe Spirit) Noël Coward                    | Frank Sundström     | Lilla Teatern              |
| 1959 | Charles Condomine               | Min fru går igen Noël Coward                                    | Frank Sundström     | Malmö stadsteater          |
| 1959 | Generalen                       | Generalen på skolbänken Jean Anouilh                            | Palle Granditsky    | Helsingborgs stadsteater   |
| 1960 | Elyot Chase                     | Jag älskar dig, markatta (Private Lives) Noël Coward            | Palle Granditsky    | Helsingborgs stadsteater   |
| 1961 | Greve Tigre                     | Så tuktas kärleken Jean Anouilh                                 | Eva Sköld           | Helsingborgs stadsteater   |
| 1961 |                                 | Den farliga vänskapen Pierre de Marivaux                        | Frank Sundström     | Uppsala stadsteater        |
| 1962 | Oidipus Daidalos                | Hjälten Alfred Werner                                           | Sandro Malmquist    | Uppsala stadsteater        |
| 1963 | Doktorn                         | Ställföreträdaren Rolf Hochhuth                                 | Stig Torsslow       | Dramaten                   |
| 1964 | Lången                          | Ärkeänglarna spelar inte falskt Dario Fo                        | Johan Bergenstråhle | Uppsala stadsteater        |
| 1965 | Fürst von Berg                  | Episod i Vichy Arthur Miller                                    | Lars-Levi Læstadius | Stockholms stadsteater     |
| 1966 | O'Casey                         | Arturo Ui Bertolt Brecht                                        | Peter Palitzsch     | Stockholms stadsteater     |
| 1969 | Leonard                         | Den rastlöse herrn Ludvig Holberg                               | Frank Sundström     | Stockholms stadsteater     |
| 1970 | Clitandre Du Bois               | Misantropen (Le Misanthrope) Molière                            | Frank Sundström     | Dramaten                   |
| 1971 | Färgarn                         | Brända tomten August Strindberg                                 | Alf Sjöberg         | Dramaten                   |
| 1971 | Översten                        | Sol, vad vill du mig? Birger Norman                             | Ingvar Kjellson     | Dramaten                   |
| 1971 | Cléante                         | Tartuffe Molière                                                | Mimi Pollak         | Dramaten                   |
| 1972 | Kammarherre Kaspersen           | Vildanden Henrik Ibsen                                          | Ingmar Bergman      | Dramaten                   |

### Regi
| År   | Produktion                                                           | Upphovsmän                                                                                 | Teater                                                   |
| ---- | -------------------------------------------------------------------- | ------------------------------------------------------------------------------------------ | -------------------------------------------------------- |
| 1950 | The Process Der Prozess                                              | Franz Kafka Dramatisering André Gide                                                       | Winter Garden Theatre, London                            |
| 1954 | Slå nollan till polisen Dial M For Murder                            | Frederick Knott                                                                            | Riksteatern                                              |
| 1954 | The och sympati Tea and Sympathy                                     | Robert Anderson                                                                            | Nya Teatern                                              |
| 1955 | Min fru på drift This Was a Man                                      | Noël Coward Översättning Rudolf Wendbladh                                                  | Nya Teatern                                              |
| 1955 | Regnmakaren The Rainmaker                                            | N. Richard Nash                                                                            | Nya Teatern                                              |
| 1957 | Utsikt från en bro A View From The Bridge                            | Arthur Miller                                                                              | Riksteatern                                              |
| 1957 | Fröken Rosita eller Blommornas språk                                 | Federico Garcia Lorca                                                                      | Malmö stadsteater                                        |
| 1958 | Min fru går igen Blithe Spirit                                       | Noël Coward                                                                                | Lilla Teatern                                            |
| 1959 | I sista minuten Gli ultimi cinque minuti                             | Aldo De Benedetti Översättning Karin Alin                                                  | Lilla Teatern                                            |
| 1959 | Plötsligt i somras Suddenly Last Summer                              | Tennessee Williams                                                                         | Malmö stadsteater                                        |
| 1959 | Någonting outsagt                                                    | Tennessee Williams                                                                         | Malmö stadsteater                                        |
| 1959 | Min fru går igen Blithe Spirit                                       | Noël Coward                                                                                | Malmö stadsteater                                        |
| 1959 | Fridas visor eller Oscars fyra bekymmer eller En vecka i Lilla Paris | Gösta Sjöberg                                                                              | Helsingborgs stadsteater                                 |
| 1959 | Utsikt från en bro A view from the bridge                            | Arthur Miller Översättning Birgitta Hammar                                                 | Helsingborgs stadsteater                                 |
| 1959 | Som ni behagar As you Like it                                        | William Shakespeare Översättning Hjalmar Gullberg och Carl August Hagberg                  | Helsingborgs stadsteater                                 |
| 1960 | Femfingerövning Five Finger Exercise                                 | Peter Shaffer Översättning Birgitta Hammar                                                 | Helsingborgs stadsteater                                 |
| 1960 | Lilla helgonet Mam'zelle Nitouche                                    | Hervé, Henri Meilhac och Albert Millaud Bearbetning Kar de Mumma                           | Helsingborgs stadsteater                                 |
| 1960 | Anne Franks dagbok The Diary of Anne Frank                           | Frances Goodrich och Albert Hackett Översättning Göran O. Eriksson och Lill-Inger Eriksson | Helsingborgs stadsteater                                 |
| 1960 | Trädgårdsmästarens hund El perro del Hortelano                       | Lope de Vega Översättning Jan Hemmel                                                       | Helsingborgs stadsteater                                 |
| 1960 | Hamlet                                                               | William Shakespeare Översättning Björn Collinder                                           | Helsingborgs stadsteater                                 |
| 1960 | I sista minuten Gli ultimi cinque minuti                             | Aldo De Benedetti Översättning Karin Alin                                                  | Helsingborgs stadsteater                                 |
| 1961 | Miraklet The Miracle Worker                                          | William Gibson Översättning Jan Olof Olsson                                                | Helsingborgs stadsteater                                 |
| 1961 | Ung och grön Salad Days                                              | Dorothy Reynolds och Julian Slade                                                          | Helsingborgs stadsteater Regi tillsammans med Jan Hemmel |
| 1961 | Den farliga vänskapen La Seconde Surprise de l’amour                 | Pierre de Marivaux                                                                         | Uppsala stadsteater                                      |
| 1961 | Balkongen Le Balcon                                                  | Jean Genet Översättning Bengt Söderbergh                                                   | Uppsala stadsteater                                      |
| 1961 | Romeo och Julia Romeo and Juliet                                     | William Shakespeare Översättning Björn Collinder                                           | Uppsala stadsteater                                      |
| 1962 | Karl XII                                                             | August Strindberg                                                                          | Uppsala stadsteater                                      |
| 1963 | Som ni behagar As You Like It                                        | William Shakespeare                                                                        | Uppsala stadsteater                                      |
| 1963 | Desertören                                                           | Bengt V. Wall                                                                              | Uppsala stadsteater                                      |
| 1965 | Isabella Isabella, tre caravelle e un cacciaballe                    | Dario Fo Översättning Bertil Bodén                                                         | Stockholms stadsteater                                   |
| 1965 | Tokiga grevinnan La folle de chaillot                                | Jean Giraudoux Översättning Evert Lundström                                                | Stockholms stadsteater                                   |
| 1966 | Dagen lovar att bli vacker Pantagleize                               | Michel de Ghelderode Översättning Bertil Bodén                                             | Stockholms stadsteater                                   |
| 1967 | Hamlet                                                               | William Shakespeare                                                                        | Stockholms stadsteater                                   |
| 1967 | Draken                                                               |                                                                                            | Stockholms stadsteater                                   |
| 1968 | Christina                                                            | Lars Forssell                                                                              | Stockholms stadsteater                                   |
| 1968 | Lulu                                                                 | Frank Wedekind                                                                             | Stockholms Stadsteater                                   |
| 1969 | Den rastlöse herrn Den stundesløse                                   | Ludvig Holberg                                                                             | Stockholms stadsteater                                   |
| 1970 | Misantropen Le misanthrope                                           | Molière                                                                                    | Dramaten                                                 |
| 1972 | Ett dockhem Et dukkehiem                                             | Henrik Ibsen                                                                               | Dramaten                                                 |

## Bilder

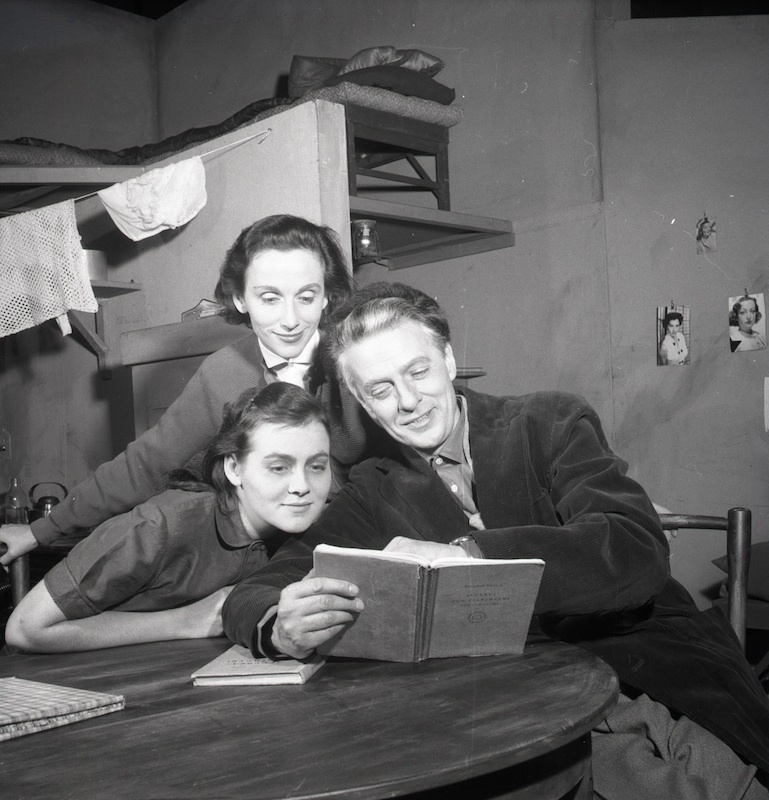
Nadja Witzansky, Marianne Aminoff och Frank Sundström i Riksteaterns uppsättning av Anne Franks dagbok 1956.